# Качкаровская волость
Качкаровская волость — административно-территориальная единица Херсонского уезда Херсонской губернии.
По состоянию на 1886 состояла из 7 поселений, 8 сельских общин. Население 3331 человек (1725 мужского пола и 1616 женского), 613 дворовых хозяйства.
|                        | Площадь, десятин | В том числе пахотной, дес. |
| ---------------------- | ---------------- | -------------------------- |
| Сельских общин         | 8532             | 6171                       |
| Частной собственности  | 38 546           | 12 215                     |
| Казённой собственности | 11 131           | 6423                       |
| Другой собственности   | 26 269           | 9256                       |
| Всего                  | 84 478           | 34 065                     |

Самые большие поселения волости:
- Качкаровка — село при реке Днепр в 108 верстах от уездного города, 1485 человек, 262 двора, церковь православная, еврейский молитвенный дом, школа, 5 лавок, 4 ярмарки в год, базар по воскресеньям. В 4, 6 и 10 верстах — рыбные заводы, в 7 верстах — 3 православные церкви, гостиница, в 15 верстах — салотопный завод, в 20 верстах — почтовая станция, земская станция, в 23 верстах — трактир.
- Дудчина (Перстовка) — село при реке Подпольная, 481 человек, 94 двора, школа, лавки, 5 лавки, почтовая станция, земская станция, лавка, салотопный завод.
- Меловое — местечко при реке Днепр, 85 человек, 14 дворов, церковь православная, школа, лавка, 2 ярмарки в год.
- Новокаменка — село при реке Каменка, 904 человека, 160 дворов, молитвенный дом, школа, лавка.
- Саблукова — село при реке Затон, 222 человека, 50 дворов, молитвенный дом, школа, лавка.